# Eidinemacheilus proudlovei
Eidinemacheilus proudlovei — вид кісткових риб, описаний з підземних вод в дренажі річки Малий Заб на території Іракського Курдистану. Риба не має ні луски, ні очей, а шкіра взагалі не має пігментів. Риба, ймовірно, живиться бактеріальними плівками на стінах печери, але нічого не відомо про біологію цеї незвичайної риби.

## Історія відкриття
Сильні дощі й повені обрушилися на північні Загроси в Іраку в березні 2016 року й сліпі риби були викинуті на поверхню Землі з новоутвореного джерела після зростання рівня ґрунтових вод: більшість безпорадних істот стали жертвами птахів. Проте, Корш Арарат (Korsh Ararat), біолог з Сулейманського університету швидко зрозумів грандіозність події. Йому вдалося зберегти кілька зразків незвичної риби. Біолог зв'язався з іхтіологом, доктором Йоргом Фрейхофом (Jörg Freyhof), який порівняв морфологія зразків із відомими видами сліпих коропоподібних з Близького Сходу. Доктор Матіас Гейгер (Matthias Geiger) проаналізував ДНК істоти і вчені зрозуміли, що це новий вид, який найбільш тісно пов'язаний з Eidinemacheilus smithi. Новий вид отримав назву Eidinemacheilus proudlovei на честь вченого Graham S. Proudlove, всесвітньо відомого експерта з печерних риб.

## Фізичні характеристики
Середнього розміру, помірно міцний вид з великою головою. Рот дуже великий, злегка вигнутий; губи помірно товсті. Немає виїмки в нижній щелепі; обидві щелепи великі й широкі. Вусики короткі. Тіло і плавники рожеві. Тіло найглибше на, або трохи позаду потилиці. Найбільша ширина тіла в області грудного плавця. Голова конічна, стисла з черевної поверхні. Анальний плавник посередині між хвостовим і спинним. Край спинного плавника прямий. Хвостовий плавник помірно вирізаний. Найбільший відомий зразок 53,6 мм, стандартної довжини (довжина риби, виміряна від кінчика морди й виключаючи довжину хвостового плавця). Спинний плавець з 7½ розгалуженими променями. Анальний плавець з 5½ розгалуженими променями. Хвостовий плавець з 8+8 або 8+7 гіллястими променями, на відміну від E. smithi, у якого 7+7.

## Поширення
Вид живе в недоступних підземних потоках Іракського Курдистану. На даний момент здається дивним, що два види Eidinemacheilus знаходяться у віддаленні один від одного, але в межах дренажу системи ріки Тигр. Можна тільки припускати, що обидва види походять від загального (можливо, підземного) предка, який жив кілька мільйонів років тому.